# Jeux khmers
Le Cambodge regorge de jeux auxquels ses habitants aiment bien s’adonner pendant les fêtes et les vacances. Ainsi, pendant le nouvel an khmer, les coins de rues se remplissent d’amis et de familles profitant de leur temps libres pour rompre la monotonie quotidienne et danser ou jouer.
Ces jeux se sont transmis de génération en génération. Même si l’absence d’écrit a créé quelques variations dans la manière de pratiquer ces jeux aujourd’hui, d’une manière générale, les règles ne changent pas beaucoup d’un village à l’autre.
Souvent, ils consistent à lancer des objets à un adversaire ou plus simplement à l’atteindre. Ces jeux sont également importants dans la société cambodgienne car ils offrent une des rares occasions socialement acceptable pour des garçons et des filles de se côtoyer et pouvoir tacitement exprimer leur intérêt l’un pour l’autre.

## Bay Khom
Ce jeu mancala ressemble au Bantumi qu’on peut trouver sur le net ou sur certains téléphones portables. Il est pratiqué par deux enfants. Dix trous sont creusés dans le sol pour former un ovale. On utilise 42 petites perles qui peuvent être remplacées par des cailloux ou des noyaux. Avant de commencer, cinq perles sont placées dans les deux trous composant les pointes de l’ovale, quatre dans les autres orifices. Le premier joueur doit prendre toutes les perles d’un des trous et les mettre une après l’autre dans des trous différents. Il répète l’opération jusqu’à ce qu’il mette sa dernière perle à côté d’un trou vide. Il doit alors prendre les perles du trou qui suit le vide et passe la main à l’autre joueur. Le jeu se termine quand tous les trous sont vides. Le joueur ayant le plus grand nombre de perles est déclaré vainqueur.

## Bos Angkunh

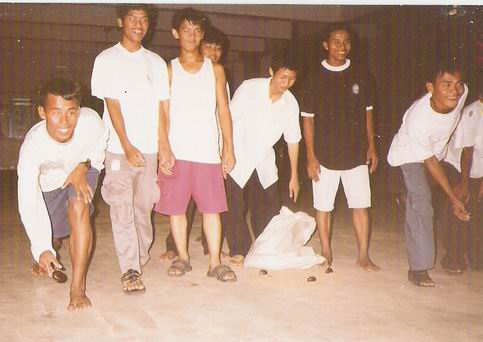
Une équipe d'Angkunh

Ce jeu est souvent pratiqué pendant le nouvel an. Son nom vient d’un fruit sec qui pousse dans les provinces du nord est. Le noyau en est dur, marron, plat et d’un diamètre compris entre 4 et 5 centimètres.
Pour ce jeu, les noyaux sont appelés « kouy ». Il y en a deux types : le « kouy bos » utilisé comme projectile et le « kouy daam » qui fait office de cible. Avant de commencer, les deux camps choisissent d’utiliser 3 ou 5 « kouy daam ».
Généralement les équipes sont formées en fonction du sexe (le sempiternel affrontement garçons contre filles) mais parfois elles sont mixtes pour rendre le jeu plus compétitif.
Pour démarrer le jeu, les deux équipes se tiennent à environ cinq mètres de distance et placent leurs « kouy daam » devant eux. Chaque joueur a autant de « kouy bos » qu’il y a de « kouy daam ». Par exemple, si le jeu a lieu avec trois « kouy daam », chacun recevra trois « kouy bos ».
Avant que le jeu ne commence, les participants choisissent quelle équipe devra lancer ses « kouy bos » en premier. La formation choisie lance alors ses « kouy bos » pour toucher les « kouy daam » de l’adversaire.
Les joueurs peuvent toucher n’importe quel « kouy daam », sauf celui au milieu tant qu’aucun de ceux qui l’entourent n’a été touché. Sinon, le jeu est considéré comme perdu par l’équipe lanceuse.
Le but est de toucher un maximum de « kouy daam » avant d’avoir épuisé ses « kouy bos », tout en évitant que celui du milieu soit le premier atteint. Une fois que la première équipe a utilisé tous ses « kouy bos », c’est au tour de la seconde de lancer les siens. Est déclarée vainqueur l’équipe qui a touché le plus de « kouy daam » avec le moins de « kouy bos ». Cela peut se solder par des matchs nuls.
La pénalité pour les perdants fait partie intégrante du jeu tout autant que le lancer des « kouy ». Par contre, c’est ce qui rend les parties attrayantes.
Si votre équipe a perdu, chaque gagnant a le droit de cogner votre genou avec deux « angkunh ». Le premier doit rester à plat contre le genou pendant que le second doit frapper l’autre. En cognant les deux « angkunh » ensemble, on doit entendre un claquement, sinon, la victime a le droit d’infliger ce traitement à son bourreau.
Le nombre de fois où on doit frapper le genou des perdants dépendra du nombre de « kouy daam » mis en jeu, à savoir trois ou cinq.
Généralement, « bos angkunh » se joue par équipe de cinq à dix. Même si plus de joueurs peuvent participer, ce n’est pas recommandé, car il y aura trop de « kouy bos » par « kouy daam ». Parfois, la partie se déroule avec sept « kouy daam », pour prendre en compte ces joueurs supplémentaires. Le niveau de difficulté peut aussi changer en modifiant les distances entre les « kouy daam » et les lanceurs de « kouy bos ».

## Bos Chhoung
Bos Chhoung ( បោះឈូង ), parfois aussi appelé « chol chhoung (ចោលឈូង)», est un jeu populaire du Cambodge. Il est souvent pratiqué à la pagode pendant le nouvel an khmer. Les adolescents l’apprécient particulièrement car ils opposent les garçons aux filles.
Les participants forment deux lignes séparées d’environ six mètres, les filles d’un côté, les garçons de l’autre. Les équipes comprennent entre dix et vingt joueurs. Un « krama » (écharpe traditionnelle khmère à carreaux, que porte tout Khmer) est replié en boule en laissant dépasser une sorte de queue qui sera utilisée pour le lancer ; le « chhoung » est formé et la partie peut commencer.
Deux versions du jeu existent.

### Version chantée
Au départ, les garçons lancent le « chhoung » en l’air vers les filles.
Si une fille arrive à l’attraper, elle le lance vers un garçon pour essayer de le toucher. Il arrive que la personne visée soit celle pour qui le lanceur a un béguin. Les garçons ont le droit d’esquiver le « chhoung », mais ne peuvent pas franchir la ligne centrale.
Si la fille ne peut pas toucher quelqu’un, le jeu reprend avec les garçons qui lancent le « chhoung » en l’air vers les filles.
Si par contre la fille a réussi à atteindre un garçon, celui-ci doit chanter et danser, puis rendre le « chhoung » aux filles. Tout le monde applaudit et accompagne le chant.
Si aucune fille ne touche le « chhoung » avant qu’il n’atteigne le sol, elles doivent à leur tour le lancer en l’air en direction des garçons pour qu’un d’eux l’attrape et le lance sur une fille…

### Versionballe aux prisonniers
Souvent, avant de démarrer le jeu, les garçons chantent une chanson. L’air et les paroles varient selon la région où a lieu la partie. Après cet exercice vocal, ils crient « chhoung euy chhoung » et lancent le « chhoung » aux filles.
Si personne ne l’attrape, il doit être relancé aux garçons.
Si une fille rattrape le « chhoung », elle le lance vers un garçon. Là aussi, elle pourra choisir quelqu’un pour qui elle a des sentiments.
Si elle touche quelqu’un, le garçon devra se mettre derrière la ligne des filles en tant que « prisonnier » et ce sera aux filles de lancer le « chhoung » vers les garçons.
Si la fille rate sa cible, les garçons peuvent rattraper le « chhoung » et à leur tour le lancer vers les filles. Si l’une d’entre elles est touchée, un des prisonniers est libéré et rejoint son camp.
Le but du jeu est de faire prisonnier tous les membres de l’équipe adverse. Parfois, les prisonniers ont les yeux bandés et servent de bouclier pour se protéger des lancers.
Cette version est la plus populaire, car elle implique plus d’action, alors que l’autre fait plutôt appel aux qualités de chanteur et de danseur.

## Dan Doeum Sloeuk Chheur
Encore un jeu qui oppose un garçon et une fille. Plusieurs branches attachées sont déposées entre les concurrents. Un des deux doit tenter de s'en saisir sans que l'autre ne le touche. Le vainqueur donne un gage au perdant.

## Khleng Chab Koun Moun
Ce jeu, dont les règles rappelle celles de l’épervier, est aussi appelé « chab kon kleng » (dans ce cas, il met aux prises une poule et un corbeau) Il est très prisé des enfants cambodgiens car il ne requiert aucun accessoire, juste des joueurs enthousiastes ! Généralement il se joue avec quatre à dix participants, mais rien n’empêche d’être plus nombreux.
On désigne un enfant, pour être le faucon et un autre, si possible de forte corpulence, pour faire le coq ; les autres seront les poussins.
Parfois, en guise de préliminaires, les participants jouent une saynète : Le coq et les poussins s’assoient autour d’un feu de camp. Le faucon s’approche et demande au coq de se joindre à eux, ce qui lui est refusé. Le faucon se place alors en dehors du feu alors que le coq et les poussins entament un chant et des danses insultants. Quand la chanson est terminée, le faucon demande un poussin et le coq refuse à nouveau.
Le jeu commence quand le faucon, excédé par le refus du coq décide de pourchasser les poussins qui s’alignent derrière le coq et se tiennent les uns les autres. Le coq doit protéger ses petits alors que le faucon doit essayer d’attraper les poussins l’un après l’autre en commençant par le dernier de la file.
Le jeu s’arrête quand tous les poussins ont été capturés ou quand le faucon abandonne.

## Klah Klok
Ce jeu de hasard nécessite un tapis et des dés dont les faces ne représentent pas des nombres, mais des objets. Les joueurs placent de l’argent sur un objet en espérant qu’il sortira lors du lancer de dés. Si effectivement l’objet choisi par un des joueurs apparaît sur un des dés, celui-ci doublera sa mise. S’il apparaît sur deux dés, il la triplera et ainsi de suite.

## Krop Moan
Il s’agit (une fois de plus) de mettre aux prises une équipe de garçons contre une de filles. Chaque groupe désigne une personne qui doit reconnaître la voix d’un membre du camp adverse caché sous une couverture.

## Leak Kanseng
« Leak kanseng » peut être pratiqué en toute occasion, mais comme la plupart des jeux décrits ici, il fait partie de ceux sans lesquels une fête de nouvel an ne serait pas complète. La partie nécessite un minimum de cinq participants. Chacun s’assoit pour former un cercle ; un « krama » (écharpe traditionnelle cambodgienne) est roulé en boule avec une petite queue qui dépasse. Le « kanseng » est maintenant formé et le jeu peut commencer.
Un des joueurs est choisi pour garder le « kanseng » avec lui et se place à l’extérieur du cercle. Il doit alors le placer derrière un des participants. Ceux-ci chantent et doivent regarder droit devant eux et laisser leurs mains bien en évidence. Ils ne peuvent se retourner ou promener leurs mains derrière leur dos que quand ils voient que la personne qui détient le « kanseng » ne l’a plus en main.
Si la personne a pu, après avoir posé le « kanseng », faire un tour complet du cercle, il doit le reprendre et en frapper celui derrière qui il était et ce jusqu’à ce que ce dernier ait fait lui aussi un tour complet du cercle. Pour frapper, le « bourreau » doit tenir le « kanseng » par la petite queue qui en dépasse.
Si la personne qui est assise découvre que le « kanseng » est derrière elle avant que le tour ne soit fini, elle peut l’utiliser pour le frapper, et ce jusqu’à ce que le détenteur ait terminé son tour.
Dans les deux cas, celui qui avait le « kanseng » derrière elle quitte le cercle, devient à son tour détenteur et essaye de le placer derrière un des joueurs à son insu…
Le jeu ne s’arrête que lorsque les participants en auront décidé.

## Leak Pong Khaek
Une personne, à quatre pattes, doit empêcher, par tous les moyens, les autres de se saisir d'un œuf qu'elle a sous son ventre.

## Leng Hoeung
Un joueur frappe avec un bâton un morceau de bois afin de l’envoyer le plus loin possible. Un autre joueur doit alors courir le chercher en criant « hoeung » sans discontinuer ; s’il devait reprendre son souffle avant d’atteindre le but, il doit recommencer sa course depuis le départ.

## Tres
Ce jeu consiste à lancer et attraper une balle d’une main pendant que de l’autre, on essaye de saisir un nombre de plus en plus important de bâtonnets. Ces bâtonnets peuvent être remplacés par des stylos ou des baguettes de couverts.

## Sources
- (en) Version anglaise de Wikipedia sur le Nouvel an khmer
- (en) Article de vtaide
- (en) Article de Khmer institute sur les jeux du nouvel an khmer